# Noord-Kalimantan
Noord-Kalimantan (Indonesisch: Kalimantan Utara, afgekort tot Kaltara) is een provincie in Indonesië, gelegen in het noorden van het eiland Borneo. Het grenst in het zuiden aan de provincie Oost-Kalimantan en in het noorden aan de Maleise staten Sabah en Sarawak. De oppervlakte van de provincie Noord-Kalimantan bedraagt ongeveer 71.176 km² en het bevolkingsaantal bedraagt ongeveer 738.000 (2013).
Noord-Kalimantan is ontstaan op 25 oktober 2012, waarbij het werd afgescheiden van de provincie Oost-Kalimantan. De hoofdplaats is Tanjung Selor waarbij ook het vliegveld Juwata International Airport is gelegen en de zeehaven een voorname rol speelt.
Bij de grens met Maleisië bevindt zich het Nationaal park Kayan Mentarang.

## Bestuurlijke indeling
Noord-Kalimantan is onderverdeeld in 4 regentschappen (kabupaten) en één stad (kota):
regentschappen:
- Bulungan
- Milinau
- Nunukan
- Tana Tidung

stad:
- Tarakan